# L’Eau Rouge
Az 1989-es L'Eau Rouge a The Young Gods második nagylemeze. Általában az együttes mesterművének tartják. Szerepelt az 1001 lemez, amit hallanod kell, mielőtt meghalsz című könyvben. 1989-ben több magazin az év albumai listáján szerepelt.

## Az album dalai
|     | Cím                                  | Szerző(k)      | Hossz |
| --- | ------------------------------------ | -------------- | ----- |
| 1.  | La Fille de la Mort                  | The Young Gods | 7:58  |
| 2.  | Rue des Tempêtes                     | The Young Gods | 2:51  |
| 3.  | L'Eau Rouge                          | The Young Gods | 4:20  |
| 4.  | Charlotte                            | The Young Gods | 2:01  |
| 5.  | Longue Route                         | The Young Gods | 3:41  |
| 6.  | Crier les Chiens                     | The Young Gods | 3:15  |
| 7.  | Ville Nôtre                          | The Young Gods | 4:07  |
| 8.  | Les Enfants                          | The Young Gods | 5:33  |
| 9.  | L'Amourir (csak az 1995-ös kiadáson) | The Young Gods | 4:18  |
| 10. | Pas Mal (csak az 1995-ös kiadáson)   | The Young Gods | 2:46  |

## Közreműködők

### The Young Gods
- Cesare Pizzi – billentyűk
- Use Hiestand – dob
- Franz Treichler – ének

### Produkció
- Michele Amar – programozás
- Voco Fauxpas – hangmérnök
- Roli Mosimann – producer

## Fordítás
Ez a szócikk részben vagy egészben a L'Eau Rouge című angol Wikipédia-szócikk ezen változatának fordításán alapul.  Az eredeti cikk szerkesztőit annak laptörténete sorolja fel. Ez a jelzés csupán a megfogalmazás eredetét és a szerzői jogokat jelzi, nem szolgál a cikkben szereplő információk forrásmegjelöléseként.